# Jonathan Brownlee
Jonathan Callum Brownlee (Dewsbury, 30 de abril de 1990) é um triatleta profissional britânico.

## Carreira
Jonathan é irmão mais novo do também triatleta Alistair Brownlee. Ele foi campeão mundial, em 2012 e medalhista olímpico de bronze, em Londres 2012.

### Rio 2016
Ao lado de seu irmão fez uma prova constante, sempre na frente na natação e ciclismo. Na corrida mais uma vez como ocorreu em Londres 2012. Alistair disparou na parte final, dessa vez Jonathan manteve-se na segunda posição conquistando a medalha de prata. 

### Mundial de 2016
Os dois irmãos, que conseguiram ouro e prata no triatlo nos Olímpicos do Rio de Janeiro, no Brasil, protagonizam uma cena rara no desporto, durante a última etapa do Mundial de triatlo, no México, no dia 18 de setembro de 2016. Jonathan Brownlee ficou sem forças a cerca de 700 metros da meta, na última prova do circuito mundial de triatlo, em Cozumel, no México. Alistair vinha atrás e amparou o irmão até à final. Já sobre a meta, Alistair fez mais: empurrou o irmão, para que Jonathan ficasse em segundo lugar, de forma a tentar conquistar pontos suficientes para ganhar o título Mundial. Não foi suficiente, uma vez que o título mundial ficou para o espanhol Mario Mola, que ficou em quinto lugar na prova do México. A prova foi ganha pelo sul-africano Henri Schoeman, terceiro classificado nos Jogos Olímpicos do Rio de Janeiro. No México, Brownlee terminou a 18 segundos de Schoeman, que concluiu os três segmentos (natação, ciclismo e corrida) em 1:46.50 horas e retirou os pontos suficientes ao britânico, permitindo que Mola se sagrasse pela primeira vez campeão, com escassos quatro pontos de vantagem.

### Tóquio 2020
Em Tóquio 2020, Brownlee conquistou o ouro na estreia do revezamento misto em Jogos Olímpicos, juntamente com Alex Yee, Georgia Taylor-Brown e Jessica Learmouth pela equipe britânica.